# Phereoeca spharagistis
Phereoeca spharagistis is een vlinder uit de familie van de echte motten (Tineidae). De wetenschappelijke naam van de soort werd als Tinea spharagistis in 1911 gepubliceerd door Edward Meyrick.